# Hauptstraße (Solingen)
Die Hauptstraße ist die zentrale Einkaufsstraße in der Innenstadt der bergischen Großstadt Solingen.

## Lage und Beschreibung

### Lage und Verlauf
Die Hauptstraße verläuft auf etwa 500 Metern in Nord-Süd-Richtung durch die Innenstadt im Stadtbezirk Mitte und verbindet dabei den Mühlenplatz mit dem Entenpfuhl. Die Straße ist als Fußgängerzone ausgewiesen, der Durchgangsverkehr wird über die östlich parallel verlaufende Bundesstraße 224 geführt, die Goerdelerstraße. Der ÖPNV verkehrt größtenteils über die westlich verlaufende Kölner Straße und den dort gelegenen Zentralen Omnibusbahnhof Graf-Wilhelm-Platz. Von der zentralen Hauptstraße zweigen nach Osten und Westen jeweils einige kleinere Straßen und Gassen ab. Die nach Westen verlaufenden Gassen verbinden die Hauptstraße unter anderem mit dem Fronhof und dem Alten Markt. Die nach Osten verlaufenden Gassen queren einen für den Anlieger- und Anlieferverkehr genutzten Innenhof. Der obere Teil der Straße zwischen Breidbacher Tor und Mühlenplatz wird meist als obere Hauptstraße bezeichnet, der Bereich zwischen Breidbacher Tor und Entenpfuhl als untere Hauptstraße.

### Architektur

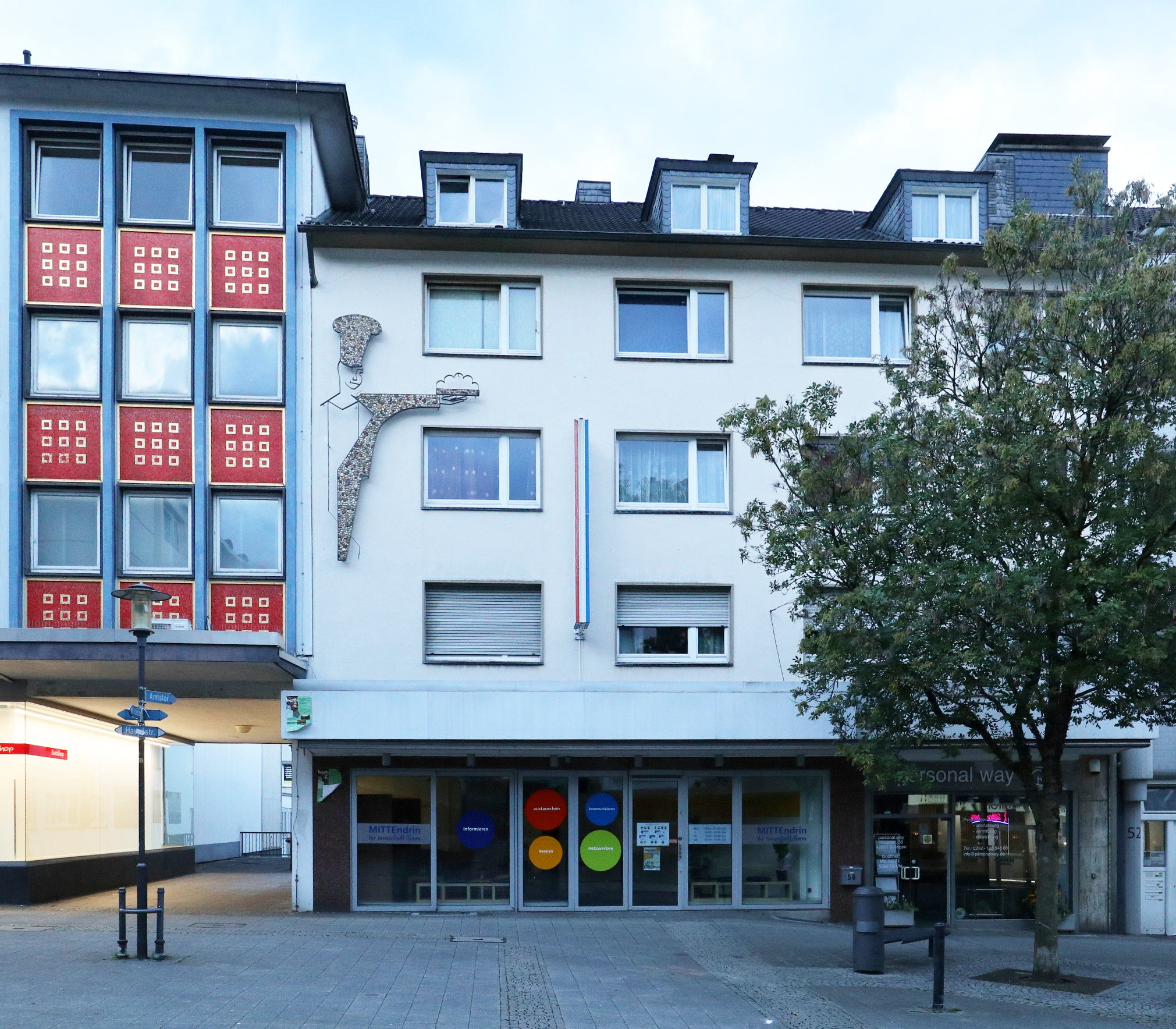
Hauptstraße 56 mit historischem Werbeemblem der Bäckerei Melchior

Nach der Zerstörung der Solinger Altstadt im Zweiten Weltkrieg wurden die Straße und die an ihr gelegenen Gebäude ab 1949 neu errichtet. Sie bietet bis heute ein einheitliches Bild von Häuserfassaden im nüchternen Wiederaufbaustil der 1950er Jahre, obwohl einige Veränderungen an den Fassaden vorgenommen wurden. Die Straße verfügt über eine durchgehende Blockrandbebauung zu beiden Seiten mit meist viergeschossigen, traufenständigen Wohn- und Geschäftshäusern. Einzelne Gebäude haben mehr als vier Geschosse, diese befinden sich an den Kreuzungspunkten der Hauptstraße mit Querstraßen. So etwa das Nicolin-Haus mit dem Textildiscounter Zeeman, das mit seinen sieben Geschossen die Straßenecke zum Ufergarten betont.
Die Gebäude verfügen nur über minimale Fassadengestaltungen, meist nur durch extra gerahmte oder kassettierte Fenster, manche sind farbig in Pastellfarben abgesetzt. Im Erdgeschoss befinden sich die Ladengeschäfte mit großen Schaufensterfassaden. Früher war das Bild der Geschäfte zusätzlich geprägt durch Neonröhren, die die Namen der Geschäfte in der für die 1950er Jahre typischen Schreibschrift angaben. Da viele Gebäude inzwischen verändert oder überformt sind, ist nur wenig Originalbausubstanz der 1950er Jahre erhalten. Eine Untersuchung zum Denkmalwert von 1991 kam daher zum Ergebnis, dass lediglich das Gebäude der Commerzbank denkmalwerte Bausubstanz besitze.
Teilweise haben sich an den Gebäuden der Hauptstraße noch alte Werbeelemente der Nachkriegszeit erhalten, so etwa am Gebäude Hauptstraße 56 ein Werbeemblem der ehemaligen Bäckerei Melchior.

### Gestaltung und Denkmale
Die Hauptstraße ist als Fußgängerzone gestaltet. Sie verfügt über einige Bäume und Sitz- und Spielmöglichkeiten inmitten der Straße.
Nach der Ausweisung der Hauptstraße als Fußgängerzone 1969 wurde die Straße durch eine Reihe von Denkmalen aufgewertet, die zu den Kunstwerken im öffentlichen Raum in Solingen zählen. In Höhe der Einmündung der Straße Breidbacher Tors befindet sich die 1974 aufgestellte Skulptur Fühlstein von Ernst Egon Oslender. Gegenüber der Einmündung der Linkgasse befindet sich die 1992 ausgestellte Bronzeskulptur Lesendes Paar der Künstlerin Gerda Kratz. Am Wohn- und Geschäftshaus von Juwelier Leiber an der Ecke Hauptstraße / Linkgasse ist ein Glockenspiel angebracht, das zwei Mal täglich laut eine Melodie spielt. Auf der unteren Hauptstraße, kurz vor dem Platz Entenpfuhl, steht die Bronzeskulptur Tirwelspitter von dem Solinger Bildhauer Henry Dywan, die 1988 eingeweiht wurde. Vor dem Haus Hauptstraße 43 wurde ein Stolperstein ⊙ für Paula Weissfeldt verlegt.

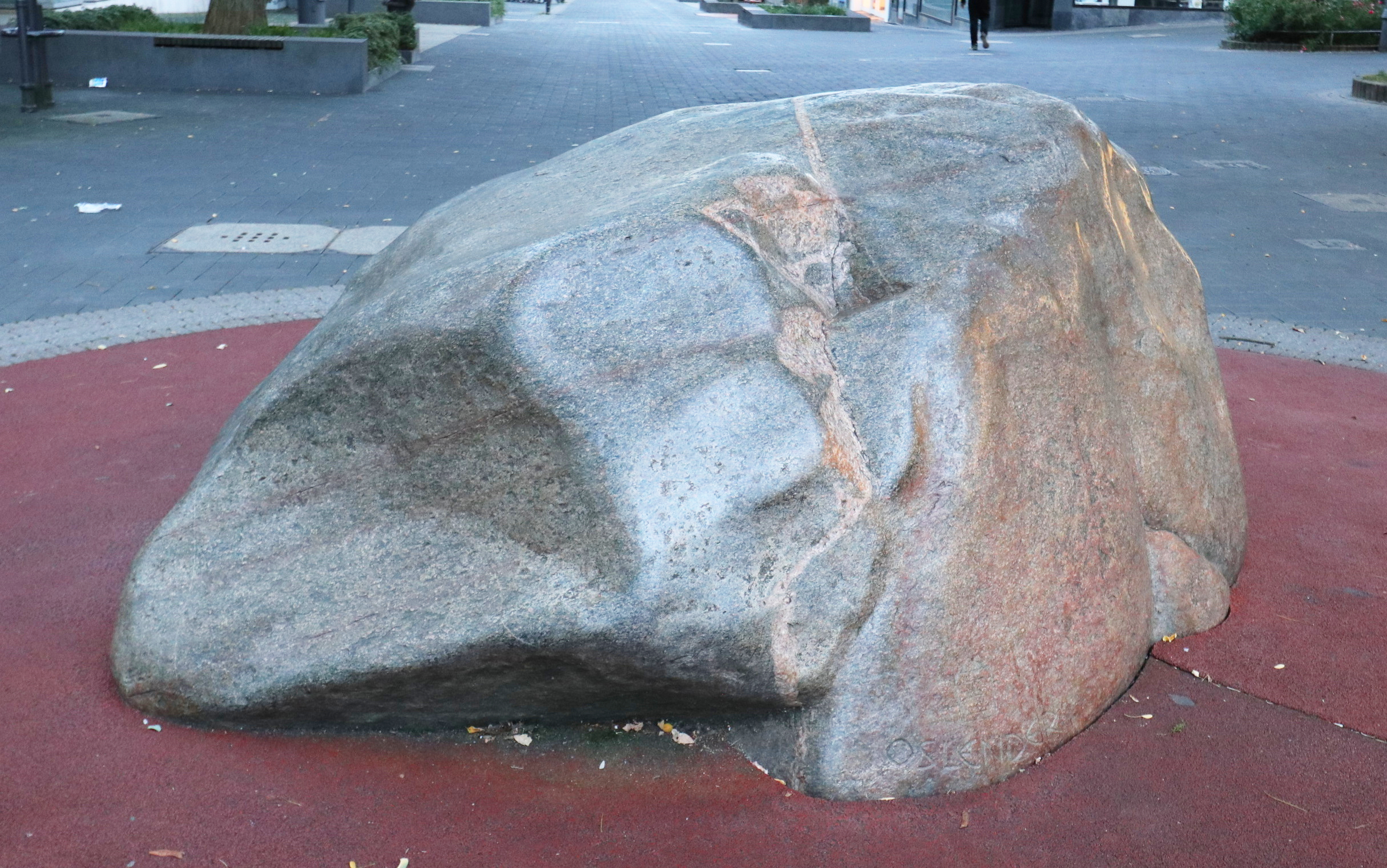
Fühlstein
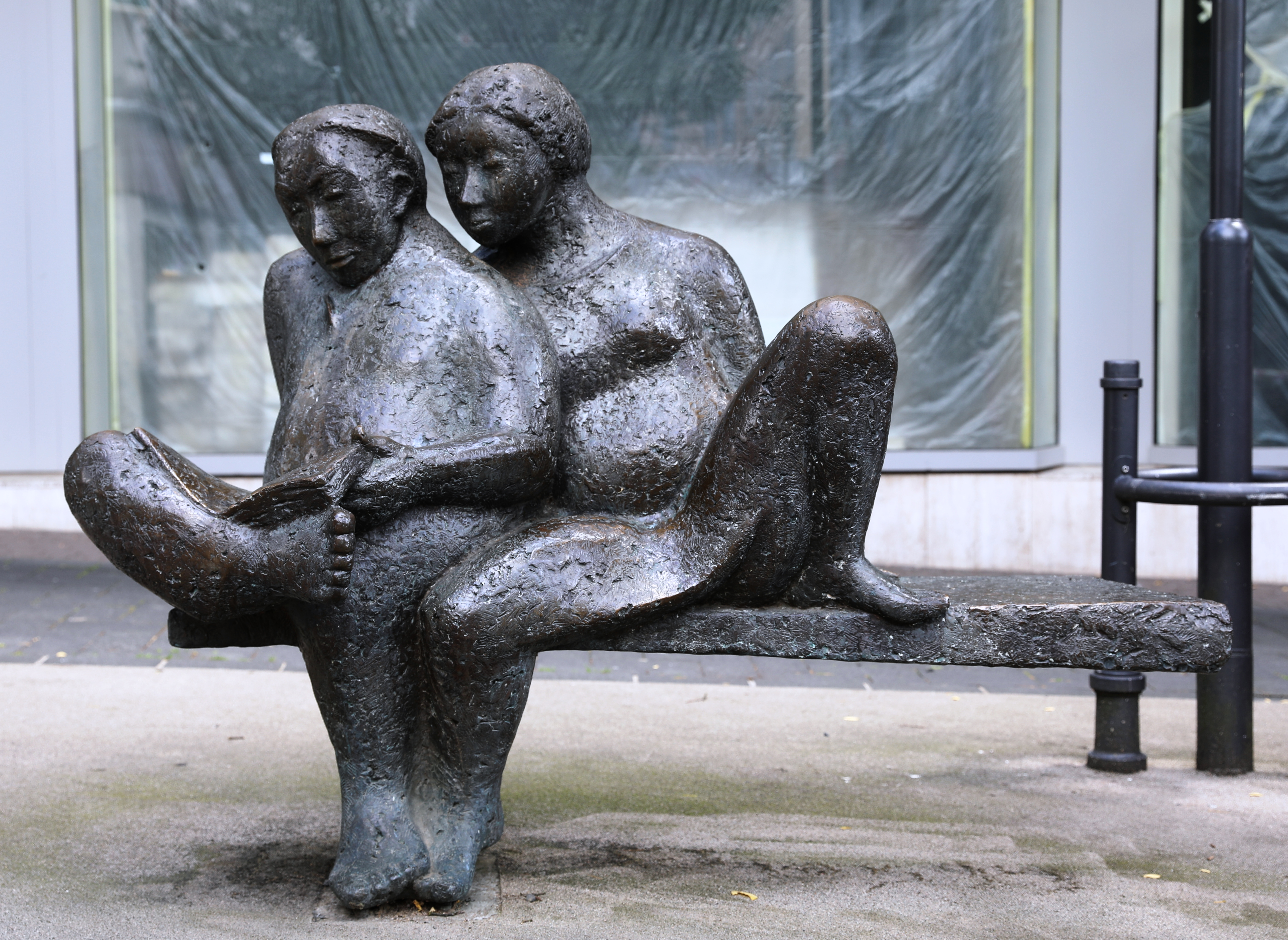
Lesendes Paar
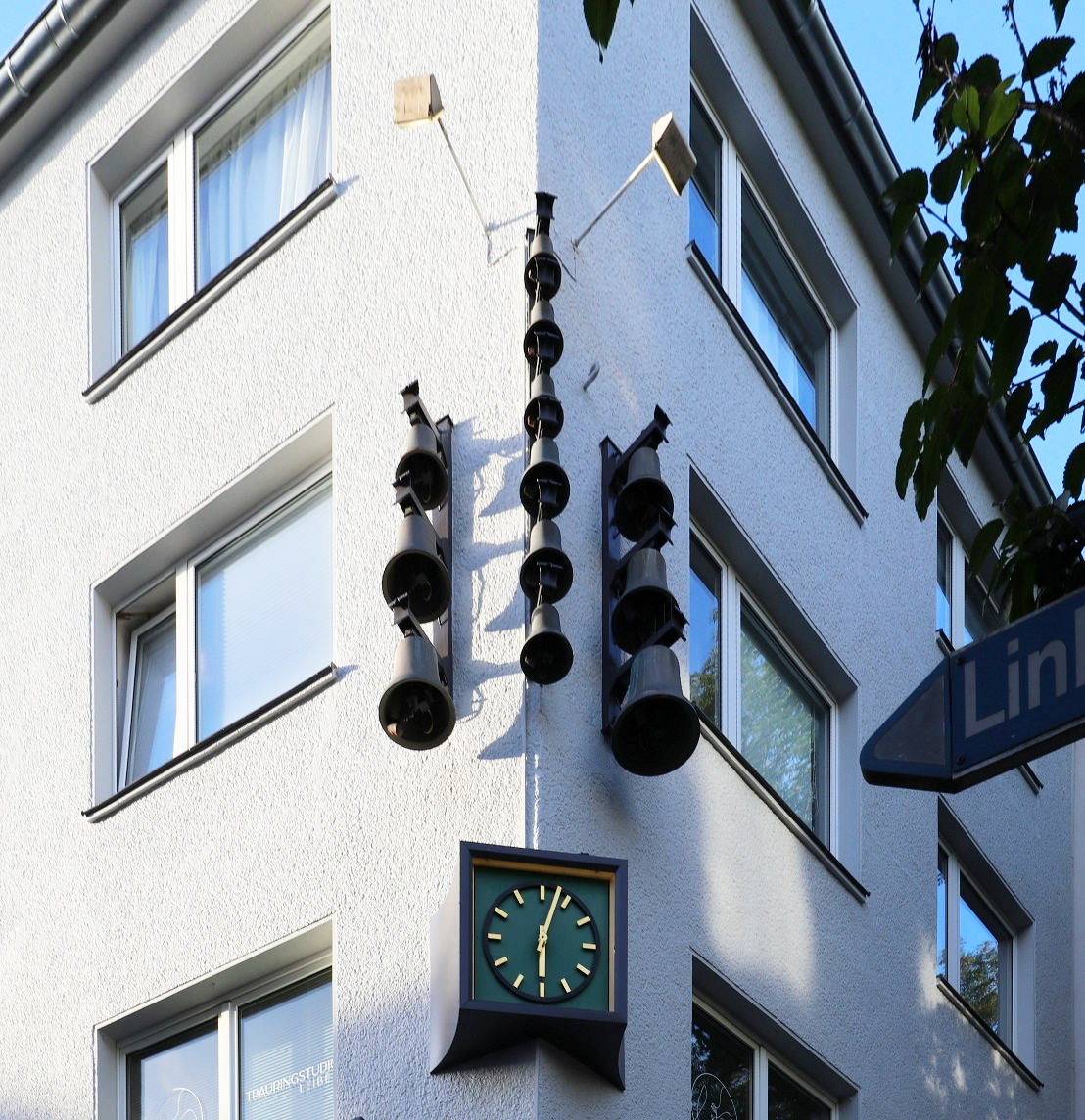
Glockenspiel Juwelier Leiber
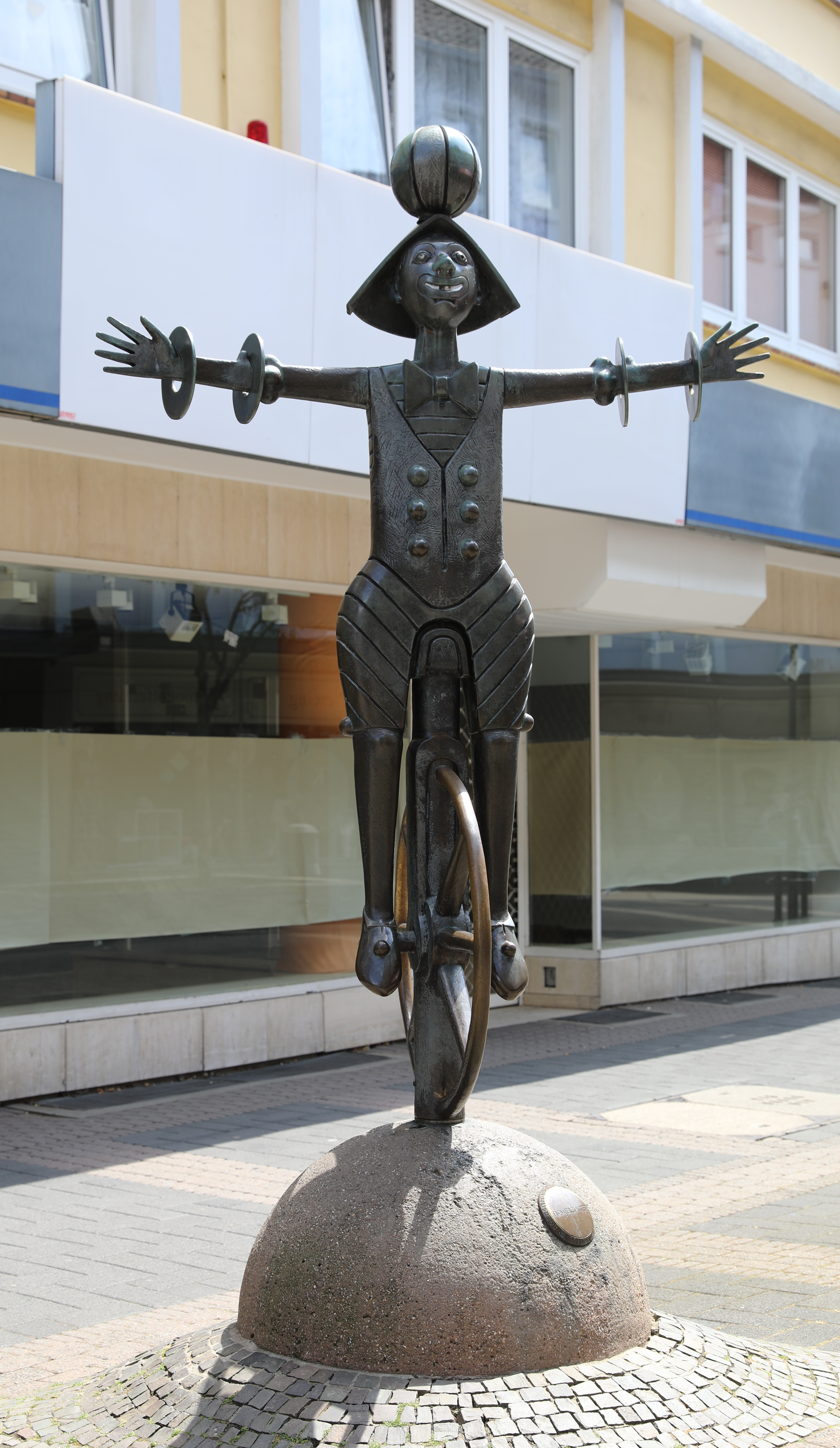
Tirwelspitter
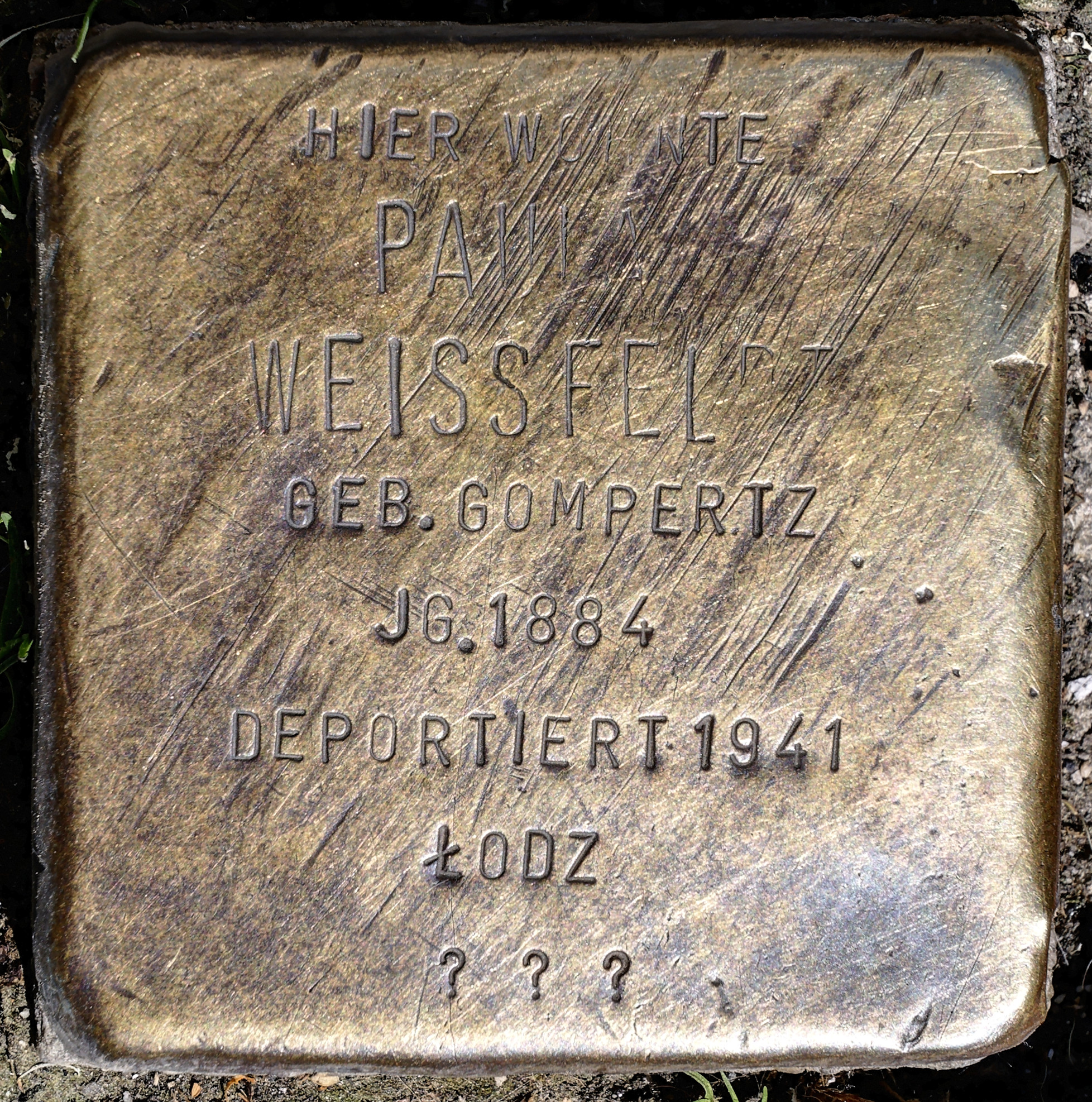
Stolperstein

## Geschichte

### Frühgeschichte bis Zweiter Weltkrieg
Die Straße war seit dem Mittelalter die bedeutendste Wegeverbindung in Nord-Süd-Richtung durch die Solinger Altstadt. Im Norden, im Bereich des Mühlenplatzes, trafen sich die beiden Wege von Vohwinkel über Gräfrath und von Elberfeld über Cronenberg, bevor sie am Klosterwall in die Altstadt eintraten. Da die von Norden kommenden Kohlentransporte in der Straße endeten und dort ein Warenhandelsplatz (Börse) entstand, erhielt die Straße die Bezeichnung Börsenstraße, die so etwa im Stadtplan von 1822 angegeben ist. Dieser Name wurde 1938 wieder aufgegriffen, als die Straße den Namen Auf der Börse erhielt. Von Süden kamen die Wege aus Richtung Burg und Witzhelden, die im Bereich der Kamper Pforte (heute Entenpfuhl) die Altstadt erreichten. Der für Solingen bedeutsame Handelsverkehr von und nach Köln und zum Rheinhafen in Hitdorf führte hingegen über die Kölner Straße, die die Altstadt von Südwesten her erreichte (Ohliger Tor / Alter Markt).
Die Straße entwickelte sich ab dem Ende des 19. Jahrhunderts zur Hauptgeschäftsstraße der Solinger Altstadt, große Kaufhäuser im wilhelminischen Stil entstanden und verdrängten allmählich die Bergischen Schieferhäuser, die über Jahrhunderte das Straßenbild geprägt hatten. Eines dieser Kaufhäuser war das im März 1929 eröffnete Kaufhaus Tietz, der spätere Kaufhof, das erste große Warenhaus in Solingen (Lage). Im Deutschen Kaiserreich erhielt die Straße den Namen Kaiserstraße. In der Weimarer Republik wurde sie in Hauptstraße umbenannt und begann bereits am Schlagbaum. Dieser Name wurde 1938 durch den historischen Namen Auf der Börse in Teilen wieder verdrängt.
Wie die gesamte Solinger Altstadt wurde auch die Hauptstraße beim Luftangriff am 5. November 1944 völlig zerstört, nachdem einen Tag zuvor bereits ein großer Teil der südlichen Innenstadt durch einen Luftangriff zerstört worden war.

### 1950er bis 1990er Jahre

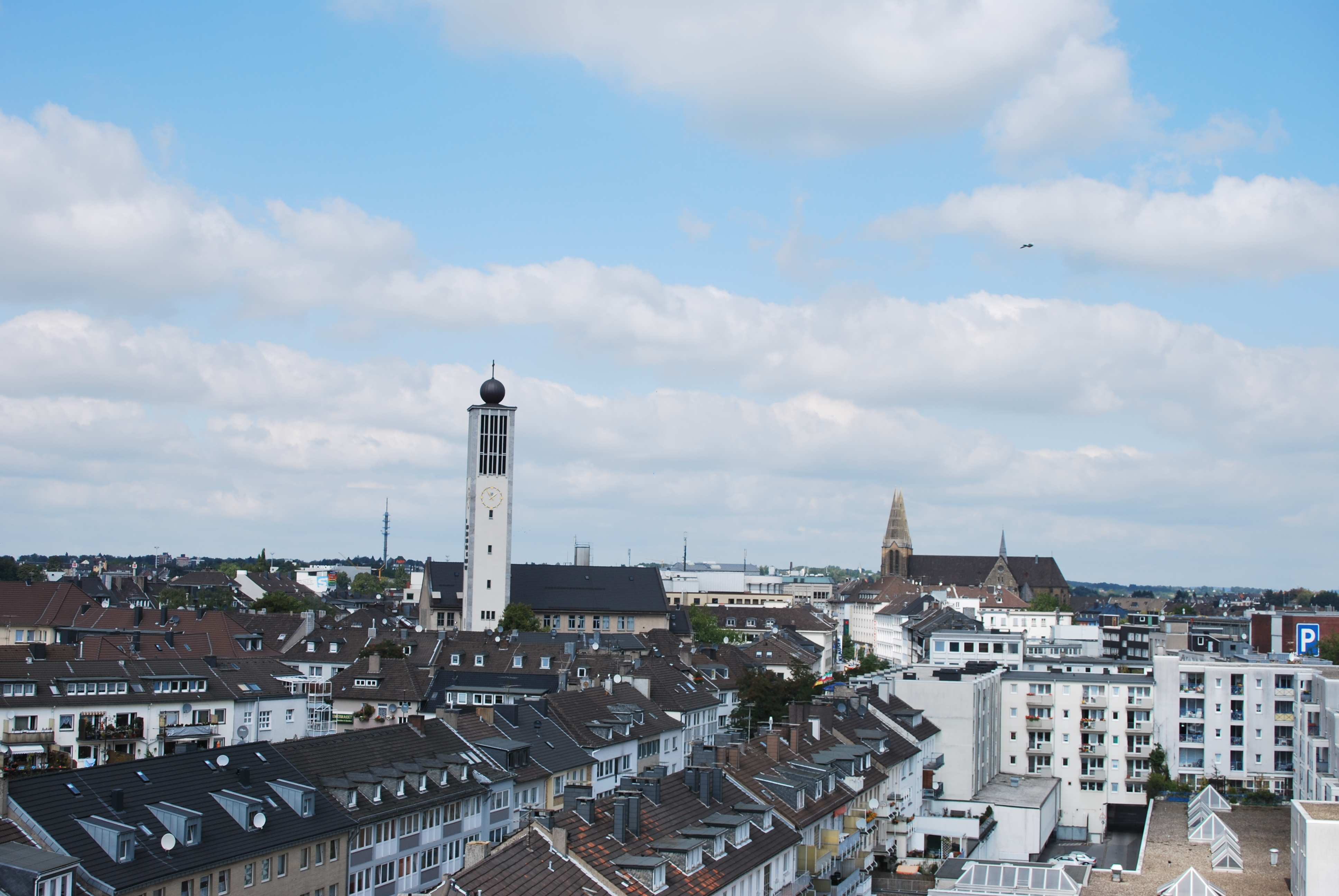
Blick auf die Dächer der Hauptstraße in der wiederaufgebauten Solinger Innenstadt

Der Wiederaufbau der Solinger Innenstadt begann im Jahr 1949. Die Hauptstraße erhielt wieder auf der gesamten Länge bis zum Schlagbaum diesen Namen zurück. Das Teilstück zwischen Mühlenplatz und Schlagbaum erhielt allerdings 1967 seinen heutigen Namen Konrad-Adenauer-Straße. Im Kernbereich der Innenstadt zwischen Mühlenplatz und Entenpfuhl behielt sie ihren historischen Verlauf bei, wurde jedoch auf 14 Meter verbreitert, um den wachsenden Anforderungen des Verkehrs gerecht zu werden. Sie wurde ohne Rücksichtnahme auf das historische Stadtbild im einheitlichen Wiederaufbaustil durch meist viergeschossige Wohn- und Geschäftshäuser in Blockrandbebauung bebaut. Lediglich einzelne Gebäude, wie etwa das Nicolin-Haus, wichen von diesem Schema ab. Das Kaufhof-Gebäude an der Ecke Hauptstraße/Mühlenplatz zählte zu den ersten Neubauten innerhalb der Solinger Innenstadt. Es wurde an alter Stelle wieder aufgebaut, zunächst nur mit einer Etage, und später aufgestockt. Die weitere Bautätigkeit an der Hauptstraße nahm in der ersten Hälfte der 1950er Jahre Fahrt auf und dauerte schwerpunktmäßig bis Mitte der 1950er Jahre an. Erst am 6. Dezember 1963 wurde allerdings mit dem Neubau des Versandhauses Quelle an der unteren Hauptstraße die letzte Baulücke geschlossen.:39
Der stetig wachsende Autoverkehr wurde in den 1960er Jahren zum Problem, weshalb die Straße 1966 für Autos gesperrt wurde. Im Jahre 1969 wurde die Straße zur Fußgängerzone umgebaut. Bereits mit der Eröffnung von Karstadt am Graf-Wilhelm-Platz 1969 und des C&A-Bekleidungshauses am Neumarkt 1977 veränderten sich die Kundenströme in der Innenstadt, weshalb die untere Hauptstraße und der Entenpfuhl weniger Laufkundschaft hatten. Daher wurden beide Bereiche Ende der 1970er Jahre umgestaltet, um die Aufenthaltsqualität zu erhöhen. In den späten 1980er Jahren wurde an der unteren Hauptstraße die Einkaufspassage Bachtorcentrum eröffnet, ein damals in Solingen neues Einzelhandelszentrum. Zwischen 1997 und 1999 wurde der Mühlenplatz durch die Clemens-Galerien neu bebaut, das erste große Einkaufszentrum in Solingen.:77

### Entwicklung seit 2000

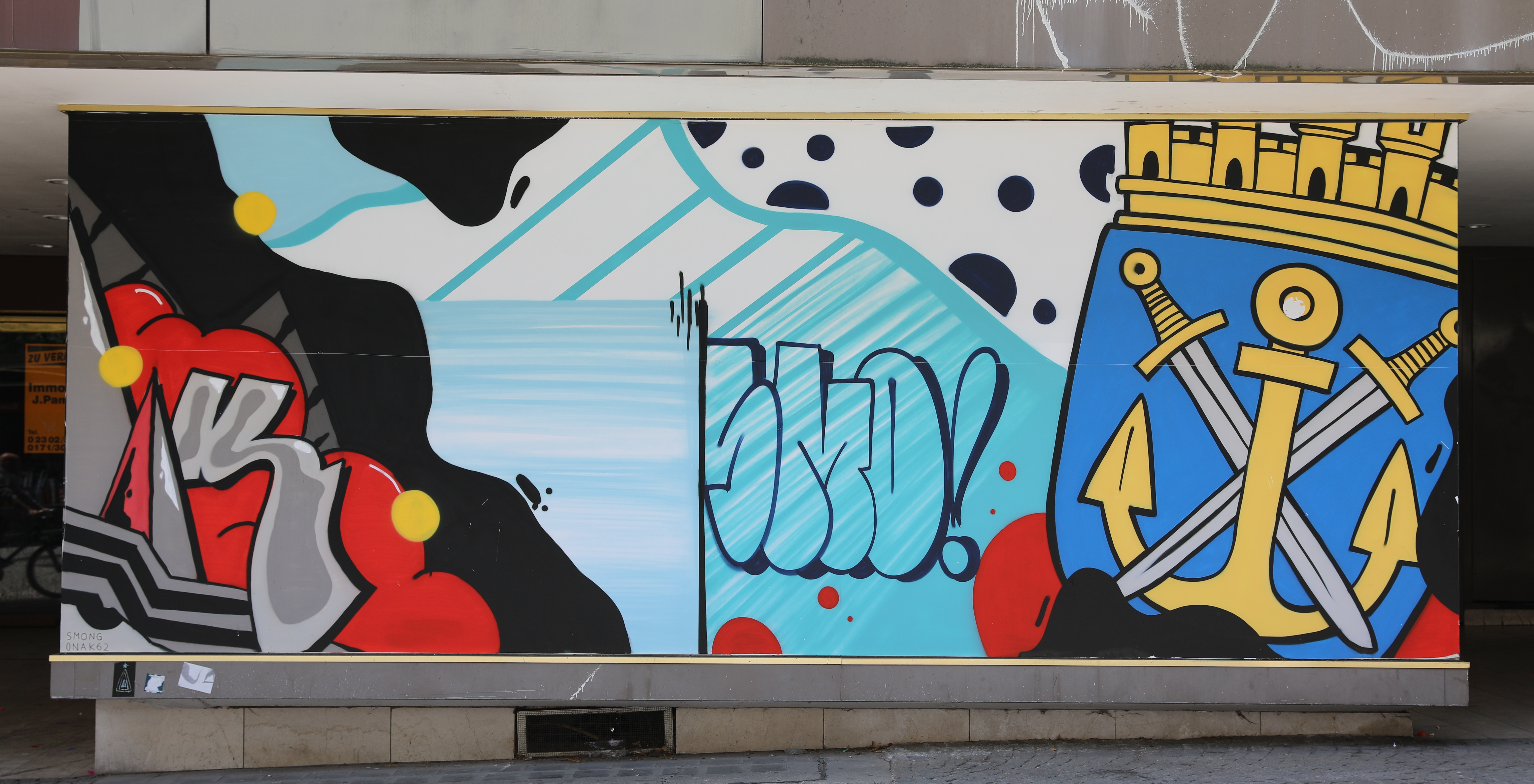
Leerstehendes Ladenlokal mit Bemalung (2019)

Die ausschließlich auf Einzelhandel ausgerichtete Hauptstraße entwickelte sich ab den 2000er Jahren negativ. Entstanden Leerstände zunächst nur auf der unteren Hauptstraße, so erlebte seit der Eröffnung des Einkaufszentrums Hofgarten 2013 und dem Niedergang der Clemens-Galerien auch die oberere Hauptstraße einen erheblichen Trading-Down-Prozess. Der Einzelhandel konzentrierte sich fortan im Hofgarten am Neumarkt und den umliegenden Straßen bis hin zum Alten Markt. Die weiter östlich gelegene Hauptstraße geriet ins Abseits. Als Problem der Solinger Hauptstraße gilt neben fehlender Aufenthaltsqualität auch das Fehlen sämtlicher öffentlicher, kultureller oder sozialer Einrichtungen, die für Laufkundschaft sorgen würden. Während in anderen Städten etwa das Rathaus oder ein Theater an der zentralen Einkaufsstraße liegt, befinden sich diese in Solingen nördlich der Innenstadt am Schlagbaum (siehe Rathaus Solingen und Theater und Konzerthaus Solingen).
In mehreren Städtebauprogrammen versucht die Stadt Solingen seit den 2010er Jahren der negative Entwicklung der Straße entgegenzuwirken. So entstand 2022 etwa die Gläserne Werkstatt im ehemaligen Bekleidungshaus AppelrathCüpper, das seit Anfang 2010 an zentraler Stelle an der Hauptstraße leergestanden hatte. Die Gläserne Werkstatt bietet verschiedenste Angebote, darunter ein Reparaturcafé sowie einen Podcastraum und bietet Solinger Betrieben und Schneidwarenherstellern die Möglichkeit zur Präsentation ihrer Waren. Mit Veranstaltungen wie zum Beispiel regelmäßigen Markttagen soll die Innenstadt belebt werden. Im Rahmen des Entwicklungsprogramms City 2030 ist außerdem vorgesehen, leerstehende Ladenlokale an der Hauptstraße verstärkt in Wohnraum oder Büros umzuwandeln.